# La Valse dans l'ombre
Pour plus de détails, voir Fiche technique et Distribution.
La Valse dans l'ombre (titre original : Waterloo Bridge) est un film américain réalisé par Mervyn LeRoy, sorti en 1940. C'est un remake du film de 1931.

## Synopsis
Au moment du déclenchement de la Seconde Guerre mondiale, le colonel Roy Cronin de l’armée britannique se souvient de sa rencontre avec une ballerine, plus de vingt ans auparavant, lors d’une alerte aérienne pendant la Première Guerre mondiale, dans un abri au bout du pont de Waterloo (le Waterloo Bridge). Myra fait alors partie d'un ballet, dirigé d'une main de fer par Mme Olga. C'est un véritable coup de foudre entre les deux jeunes gens. Ils décident de se marier avant le départ pour le front de Roy, alors jeune capitaine. Myra, suivie et soutenue par sa meilleure amie Kitty, quitte le ballet. Roy met tout en œuvre pour la célébration de leur union mais le destin s'acharne et Roy doit immédiatement partir pour le front sans avoir pu épouser Myra. Roy étant d'une grande et respectable famille écossaise, il confie Myra — car elle n’a plus de travail — aux bons soins de sa mère, Lady Cronin, qui doit descendre à Londres pour faire la connaissance de la jeune fille. Myra patiente dans un salon de thé, pour cette rencontre avec sa future belle-mère. 
En feuilletant le journal, elle découvre le nom de son fiancé dans la colonne des « morts au combat » ; son univers s'effondre, la mère de Roy arrive et n'est manifestement pas au courant de la terrible nouvelle : Myra dissimule l’information et fait face du mieux qu'elle peut. Le comportement étrange de Myra intrigue néanmoins la mère de Roy... elles se quittent, se promettant de se revoir mais Myra sait qu'il n'en sera rien. Myra et Kitty survivent comme elles peuvent, luttant pour manger ainsi que payer leur loyer, allant jusqu'à tomber dans la prostitution... Mais un jour près du pont de Waterloo, le hasard remet Myra et Roy en présence l’un de l’autre. L'annonce de la mort du soldat était une erreur. Personne ne savait où trouver Myra. Roy est fou de joie et compte bien reprendre son histoire d’amour avec sa fiancée là où elle s'est arrêtée. Myra veut aussi y croire mais elle se rend compte que, s’étant prostituée, rien ne pourra redevenir comme avant. 
Myra disparaît, Roy la cherche partout à Londres jusqu'au pont de Waterloo.

## Fiche technique
- Titre : La Valse dans l'ombre
- Titre original : Waterloo Bridge
- Réalisation : Mervyn LeRoy
- Scénario : S.N. Behrman, George Froeschel et Hans Rameau d'après la pièce Waterloo Bridge de Robert E. Sherwood
- Production : Sidney Franklin et Mervyn LeRoy
- Société de production : Metro-Goldwyn-Mayer
- Musique : Herbert Stothart
- Photographie : Joseph Ruttenberg
- Montage : George Boemler
- Direction artistique : Cedric Gibbons
- Décorateur de plateau : Edwin B. Willis
- Costumes : Adrian, Gile Steele et Irene
- Pays de production :  États-Unis
- Langue : anglais
- Format : Noir et blanc - Ratio : 1,37:1 - Son : Mono (Western Electric Sound System)
- Genre : Drame
- Durée : 108 minutes
- Dates de sortie : 
  - États-Unis : 17 mai 1940
  - Royaume-Uni : 17 novembre 1940 (première à Londres)
  - France : 11 avril 1947
- Affiche : Duccio Marvasi (France)

## Distribution
- Vivien Leigh (VF : Colette Valanier) : Myra
- Robert Taylor (VF : Maurice Arrighi) : Roy Cronin
- Lucile Watson (VF : Olga Kalminsky) : Lady Margaret Cronin, la mère de Roy
- Virginia Field (VF : Lily Baron) : Kitty
- Maria Ouspenskaïa : Mme Olga Kirowa
- Charles Aubrey Smith (VF : Jérôme Nells) : l'oncle de Roy
- Janet Shaw : Maureen
- Janet Waldo : Elsa
- Steffi Duna : Lydia
- Virginia Carroll : Sylvia
- Leda Nicova : Marie
- Florence Baker : Beatrice
- Margery Manning : Mary
- Frances MacInerney : Violet
- Eleonor Stewart : Grace

### Acteurs non-crédités
- Harry Allen : un chauffeur de taxi
- Jimmy Aubrey : le cockney dans l'abri anti-aérien
- Leo G. Carroll : un policier
- Gilbert Emery : le colonel au déjeuner
- Edmund Mortimer
- Leonard Mudie : Thomas Parker
- Wyndham Standing : Toff
- Harry Stubbs : le propriétaire d'Eating House
- Douglas Wood : le vicaire

## Galerie

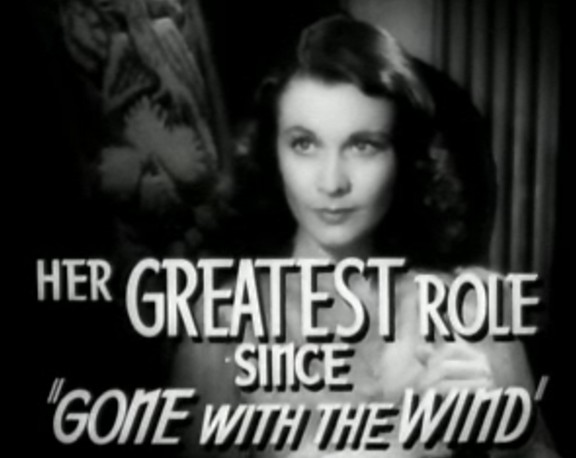
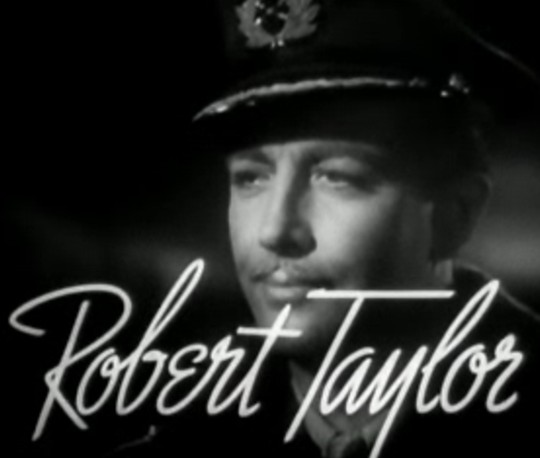
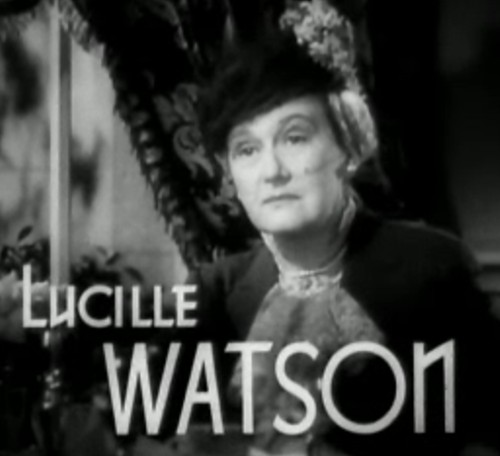
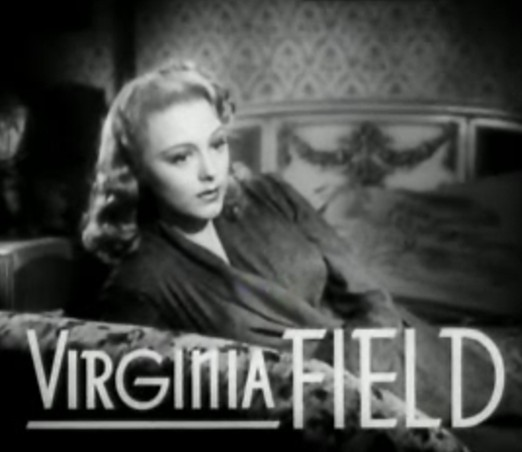
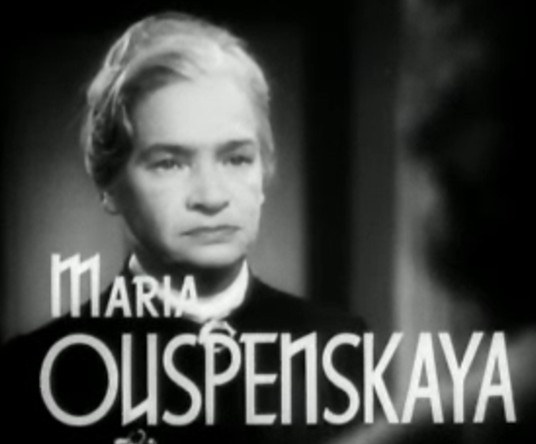
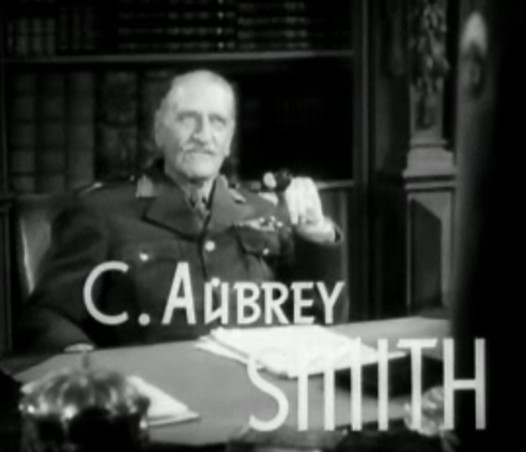

## Autres versions du film
- Waterloo Bridge de James Whale (1931) avec Mae Clarke et Douglass Montgomery
- Gaby de Curtis Bernhardt (1956) avec Leslie Caron et John Kerr